# Tokyo '96
Tokyo '96 från 1998 är ett livealbum med Keith Jarretts ”Standards Trio” inspelat i Bunkamura Orchard Hall, Tokyo.

## Låtlista
1. It Could Happen to You (Jimmy Van Heusen/Johnny Burke) – 11:38
2. Never Let Me Go (Jay Livingston/Ray Evans) – 7:03
3. Billie's Bounce (Charlie Parker) – 8:07
4. Summer Night (Harry Warren/Al Dubin) – 7:38
5. I'll Remember April (Gene de Paul/Don Raye/Patricia Johnson) – 10:21
6. Mona Lisa (Jay Livingston/Ray Evans) – 3:17
7. Autumn Leaves (Joseph Kosma/Jacques Prévert/Johnny Mercer) – 7:59
8. Last Night When We Were Young / Caribbean Sky (Harold Arlen/Yip Harburg/Keith Jarrett) – 9:55
9. John's Abbey (Bud Powell) – 5:51
10. My Funny Valentine / Song (Richard Rodgers/Lorenz Hart/Keith Jarrett) – 7:16

## Medverkande
- Keith Jarrett – piano
- Gary Peacock – bas
- Jack DeJohnette – trummor